# The Falcon Strikes Back
The Falcon Strikes Back is een Amerikaanse misdaadfilm uit 1943 onder regie van Edward Dmytryk.

## Verhaal
De goochelaar Tom Lawrence is privédetective in zijn vrije tijd. Als hij wordt beticht van moord en diefstal, vlucht hij de bergen in. Hij verschuilt zich in een hut en ontdekt zo toevallig de echte misdadigers.

## Rolverdeling
| Acteur           | Personage           |
| ---------------- | ------------------- |
| Tom Conway       | Tom Lawrence        |
| Harriet Hilliard | Gwynne Gregory      |
| Jane Randolph    | Marcia Brooks       |
| Edgar Kennedy    | Smiley Dugan        |
| Cliff Edwards    | Goldie Locke        |
| Rita Corday      | Mia Bruger          |
| Erford Gage      | Rickey Davis        |
| Wynne Gibson     | Geraldine H. Lipton |
| André Charlot    | Bruno Steffen       |
| Richard Loo      | Jerry               |